# Andreas Norlén
Andreas Norlén (phát âm tiếng Thụy Điển: [andr²eːas nʊˈɭeːn]; sinh ngày 6 tháng 5 năm 1973) là một chính trị gia của Đảng Kiểm duyệt Thụy Điển, từng là Diễn giả Riksdag kể từ tháng 9 năm 2018. Ông là Thành viên của Riksdag (MP) cho stergland kể từ tháng 10 năm 2006. Norlén trước đây đã là thành viên của Ủy ban Hiến pháp, 2014–2018 với tư cách là chủ tịch của ủy ban.
Norlén đã được bầu làm Diễn giả Riksdag vào ngày 24 tháng 9 năm 2018, sau lần ngồi đầu tiên của Riksdag kể từ cuộc bầu cử. Sau khi Nội các Löfven bên trái bị mất phiếu tín nhiệm, Norlén bắt đầu nhiệm vụ đề cử các ứng cử viên cho người kế nhiệm Löfven làm Thủ tướng, theo Văn phòng Chính phủ Thụy Điển. Công việc kéo dài của việc tìm kiếm một thủ tướng có thể được Riksdag khoan dung đã được kết thúc vào ngày 18 tháng 1 năm 2019 khi Stefan Löfven được bổ nhiệm cho nhiệm kỳ thứ hai.